# کبوتر خانگی

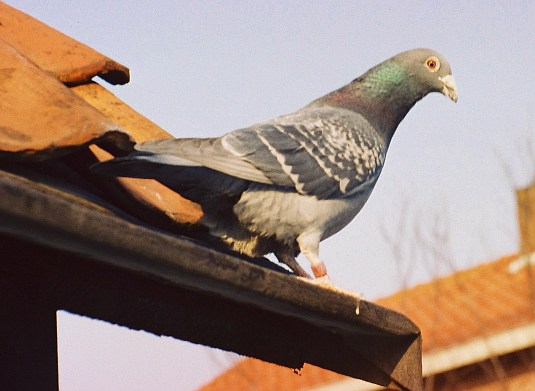
کبوتری خانگی روی بام یک خانه

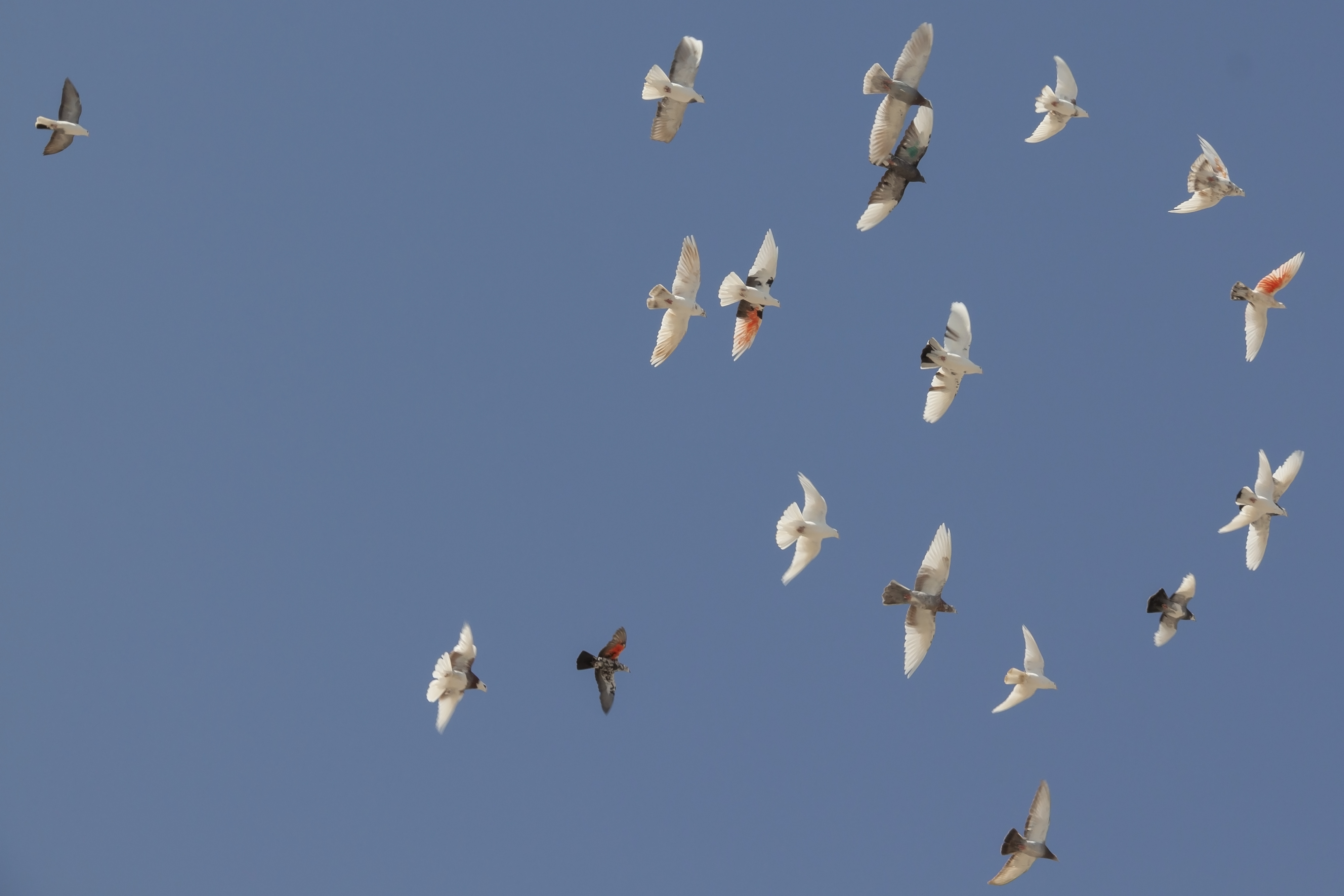
یک دسته کبوتر خانگی در حال پرواز

کبوتر خانگی (انگلیسی: Homing pigeon) نام یک گونه از کبوتر اهلی (Columba livia domestica) است که به خاطر توانایی برای پیدا کردن مسیر در مسافت‌های بسیار طولانی به وسیلهٔ زادگیری گزینشی از کبوتر چاهی مشتق‌شده‌است. کبوتر چاهی وحشی توانایی بازگشت به خانه را به صورت ذاتی دارد، به این معنی که به‌طور کلی حتی از فواصل طولانی نیز می‌تواند به آشیانهٔ خود بازگردد. این مسئله باعث می‌شود که تولید و پرورش این پرندگان که به‌طور مکرر مسیر خود را حتی از مسافت‌های دور پیدا می‌کنند نسبتاً آسان باشد. پروازهایی به فاصلهٔ ۱٬۸۰۰ کیلومتر (۱٬۱۰۰ مایل) از این گونه پرندگان در مسابقات کبوترپرانی ثبت شده‌است. میانگین سرعت پرواز این پرندگان در مسافت متوسط ۶۴۰ کیلومتر (۴۰۰ مایل) حدود ۸۰ کیلومتر در ساعت (۵۰ مایل در ساعت) ثبت شده‌است اما در میان مسابقه‌دهندگان برتر در مسافت‌های کوتاه سرعتی تا حدود ۱۴۰ کیلومتر در ساعت (۹۰ مایل در ساعت) نیز دیده شده‌است.
به سبب همین مهارت، کبوتران خانگی توسط انسان به عنوان کبوتر پیام‌رسان برای حمل پیام‌ها به کار گرفته شده‌اند. هنگامی که از آن‌ها برای خدمات پستی استفاده شود، معمولاً از آنها با عنوان «کبوتر پست» یا «کبوتر جنگی» در طول جنگ‌ها یاد می‌شود.
کبوتران خانگی را اغلب به اشتباه به عنوان کبوتر حامل انگلیسی رده‌بندی می‌کنند، نژادی که خود در زیرردهٔ کبوتر تجملی طبقه‌بندی می‌شود و به‌طور انتخابی با غبغبک متمایز، سخت و گردش پرورش‌یافته‌است.

## دودیسی جنسی

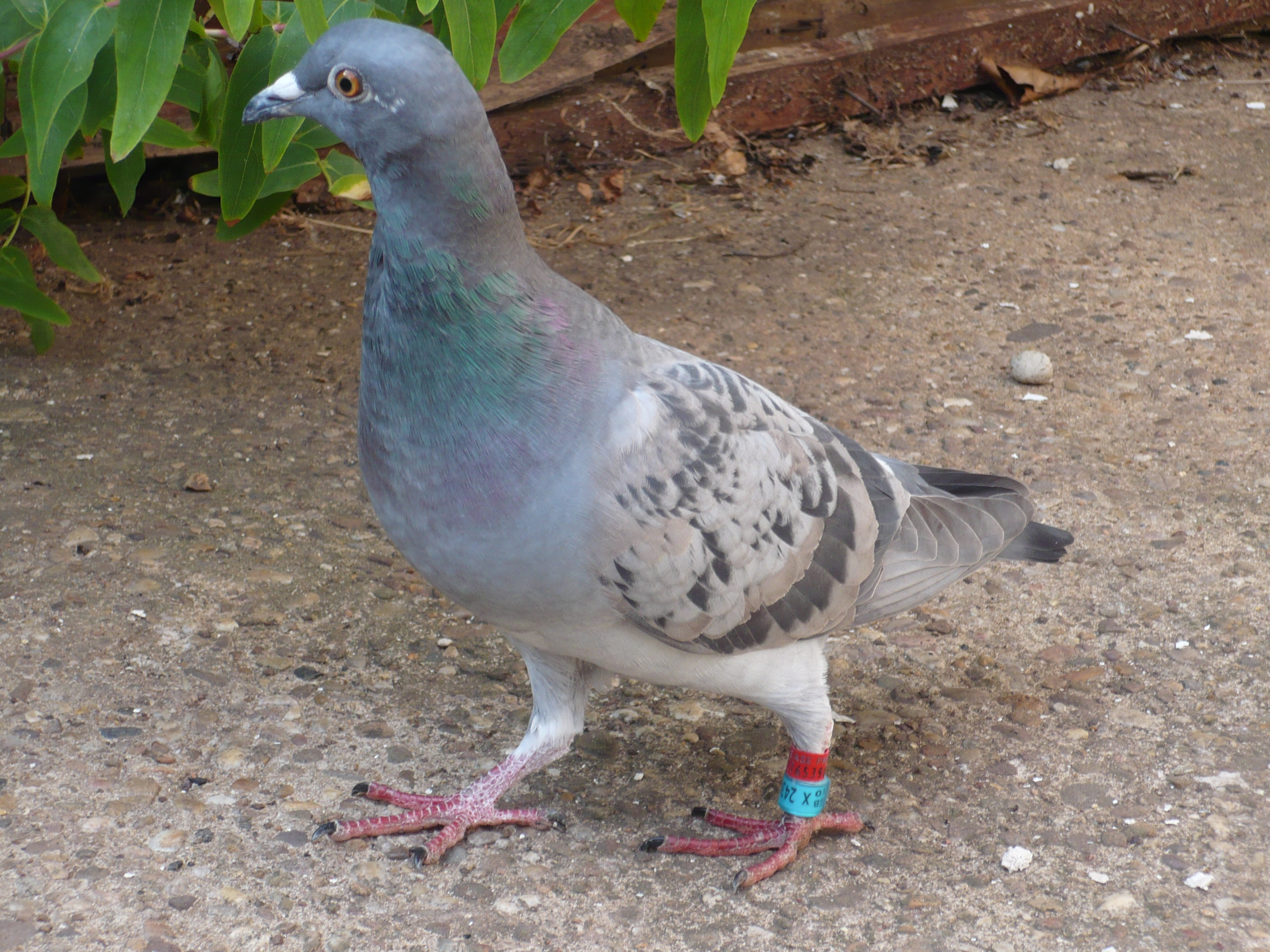
یک کبوتر خانگی روی یک جاده

کبوتر ماده و نر با ویژگی‌های فیزیکی اجزایی مانند سر، دندان، قد و سینه می‌توانند از همدیگر تمایز داده شوند، هرچند تشخیص جنس به تنهایی با چشم و به واسطه ویژگی‌های فیزیکی همیشه نمی‌تواند درست باشد. نرها معمولاً بلندتر می‌ایستند و منقار، دماغ، چینه‌دان و نیز پوستهٔ گوشتی در اطراف چشم بزرگتری دارند، نرها همچنین سری گردتر و گردنی ضخیم‌تر دارند. از طرف دیگر، ماده‌ها معمولاً ترجیح می‌دهند کوتاه‌تر بایستند، منقار، دماغ و چینه دان کوچکتری دارند و همچنین سری صاف‌تر و سینه‌هایی پرتر دارند.
کبوترهای نر و ماده رفتارهای متفاوتی از خود نشان می‌دهند. «بغ‌بغ» نرها بلندتر و متداوم‌تر است، خصوصاً در هنگام ابراز عشق. نحوهٔ نمایش رفتارها نیز بین دو جنس متفاوت است. مهم‌تر از همه، نر اغلب برای نشان دادن علاقه اش به یک ماده یا دفاع از آشیانه و دور کردن کبوتر غریبه ای که قصد ورود به قلمرواش را دارد چینه دانش را پر از باد می‌کند و ۳۶۰ درجه به چرخش در می‌آید و به بغ‌بغ می‌پردازد و این در حالی است که ماده تقریباً هرگز به دور خود یک دور کامل نمی‌زند بلکه بیشتر به یک چرخش ۲۷۰ درجه ای به سمت عقب و جلو تمایل دارد.

## تولیدمثل

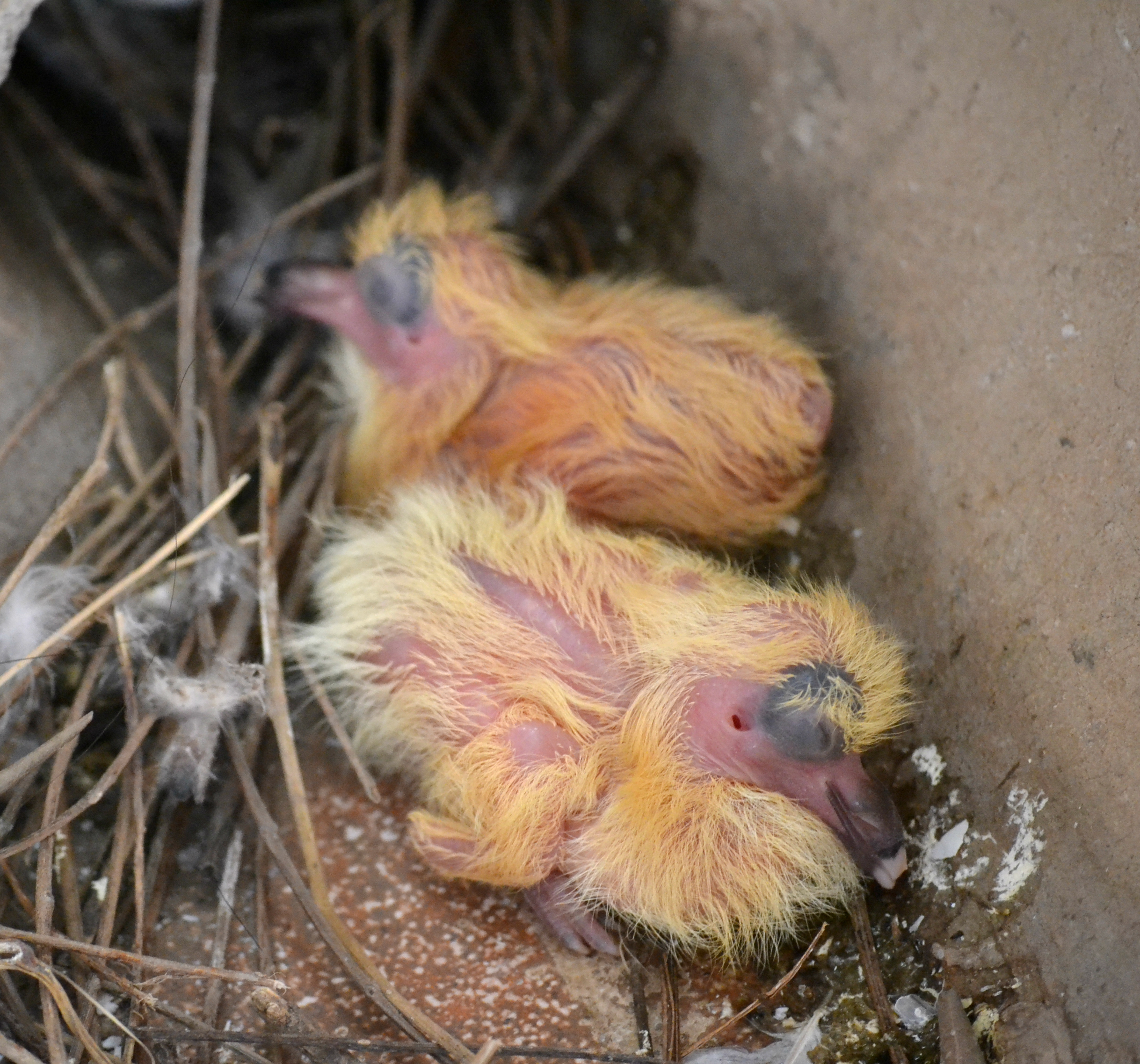
جوجه‌های یکروزه

در طول فصل جفت‌گیری که معمولاً در طول ماه‌های گرم سال است، کبوتر نر با پر کردن سینه، تکان دادن سر و دور زدن دایره‌وار در اطراف ماده درحالی‌که عواطفش را با بغ بغ نشان می‌دهد به او اظهار عشق می‌کند. اگر ماده بپذیرد، به نر اجازه خواهد داد که روی پشتش بپرد و جفت‌گیری کنند. پس از جفت‌گیری، نر با استفاده از چوب‌هایی که گرد می‌آورد، ساخت یک آشیانه در شکافی مناسب را آغاز می‌کند و این در حالی است که کبوتر ماده نظاره‌گر است. ماده معمولاً دو تخم می‌گذارد. اولین تخم اوایل عصر گذاشته می‌شود و تخم دوم نیز چهل ساعت پس از تخم اول گذاشته می‌شود، که بستگی به شرایط آب و هوا پس از مدت ۱۷ تا ۲۰ روز تبدیل به جوجه می‌شوند. هم پدر و هم مادر در پرورش تخم‌ها و جوجه‌ها کمک می‌کنند. جوجه‌ها معمولاً حدود چهار تا پنج هفته پس از خروج از تخم آشیانه را رها می‌کنند.